# Гавриловка (Чуйская область)
Гавриловка (кирг. Гавриловка) — село в Сокулукском районе Чуйской области Кыргызстана. Административный центр Гавриловского аильного округа. Код СОАТЕ — 41708 222 817 01 0.

## География
Село расположено в северо-западной части области, к югу от Большого Чуйского канала, северо-восточнее города Шопоков. Абсолютная высота — 764 метра над уровнем моря.

## Население
| год     | 2009 | 2014 | 2015 |
| ------- | ---- | ---- | ---- |
| человек | 2996 | 3207 | 3258 |

## Известные жители
- Пантелеев, Гавриил Фролович (1923—1979) — участник Великой Отечественной войны, Герой Советского Союза (1943).